# Lyngby Stadion
El Lyngby Stadion es un estadio de fútbol situado en el municipio de Kongens Lyngby, un suburbio de la ciudad de Copenhague, Dinamarca. El estadio inaugurado en 1949 posee en la actualidad una capacidad para 10 100 personas. Es propiedad del Lyngby BK club que disputa la Superliga danesa.
En 2013, el Lyngby Stadium se renovó con una nueva tribuna oeste mejorada. Además, se eliminó la pista de atletismo con la que contaba el estadio originalmente. En 2016, el recinto se amplió con una tribuna descubierta en el lado sur, lo que elevó la capacidad total a aproximadamente 10.100 asientos, de los cuales 3.100 son asientos bajo techo.
El récord de espectadores se estableció en 1991 en un partido contra el B 1903 Copenhague, cuando 14,794 espectadores asistieron al partido.

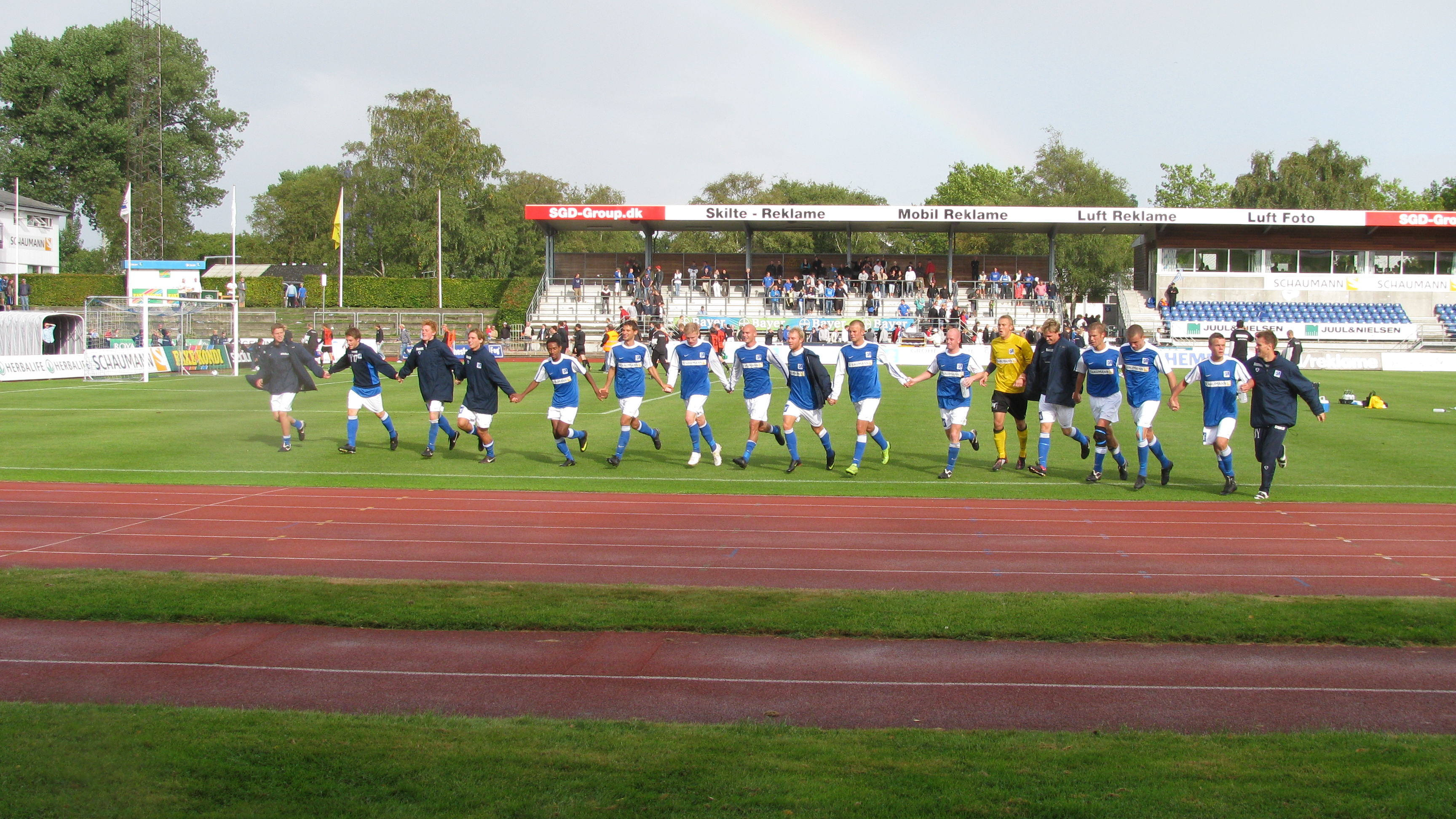